# ハリー・ガントリップ
ハリー・ガントリップ（英: Harry Guntrip、1901年 - 1975年）はイギリスの医学者、精神科医、精神分析家。
ドナルド・ウィニコット、ロナルド・フェアバーンの個人分析を受けた。ジークムント・フロイト、メラニー・クラインの理論に内在していた対象関係論的認識を再構成した。イギリスにおける対象関係論の主導者である。

## 関連人物
- ドナルド・ウィニコット
- ロナルド・フェアバーン
- ジークムント・フロイト
- メラニー・クライン
- ジャーマン・ベリオス